# Thomas Rupert Phillips
Thomas Rupert Phillips (* vor 1894 in Mexiko; † 1936 in Mexiko) war ein englischer Fußballspieler und -trainer sowie Gründungsmitglied des Reforma Athletic Club. Ferner war T.R. Phillips Geschäftsmann einer englischen Familiendynastie in Mexiko.

## Biografie

### Familie Phillips
Phillips war ein Enkel des 1820 nach Mexiko ausgewanderten Thomas Phillips, der lange für eine von Briten im Jahr 1824 gegründete Firma tätig war. Nachdem sein Sohn Charles Octavious Phillips 1873 als Gesellschafter aufgenommen worden war, wurde der Name Phillips in den Firmennamen integriert. 
Phillips stieg in die noch heute den Namen Watson Phillips & Company tragende Firma ein, nachdem diese ihr Domizil 1893 von Veracruz nach Mexiko-Stadt verlegt hatte. Durch den neuen Standort entwickelte sich das vorher hauptsächlich auf den Import von Textilien aus Manchester und den Export mexikanischer Silbermünzen spezialisierte Unternehmen unter seiner Ägide zu einer florierenden Versicherungsagentur.
Nach dem Tod von Phillips setzte sein Sohn Charles H.E. Phillips das Lebenswerk seines Vaters fort. Er stieg als Gesellschafter in die Firma Watson Phillips & Company ein und wurde Präsident des Reforma Athletic Club, des Club Británico und des Mexikanischen Versicherungsverbands.

### Sportliches Engagement
Thomas Rupert Phillips gehörte 1894 zu den Gründern des englischen Sport- und Gesellschaftsvereins Reforma Athletic Club mit Sitz in Mexiko-Stadt. Besondere Verdienste erwarb sich Phillips in der von seinem Landsmann Percy Clifford gegründeten Fußballabteilung, die er zwischen 1906 und 1912 zu insgesamt sechs Meistertiteln führte: die ersten drei als Spielertrainer und die folgenden drei als Trainer von außen. Während seiner aktiven Spielerkarriere, die er 1909 ausklingen ließ, war er als Stürmer tätig. 

## Erfolge
Mexikanischer Meister: 1906, 1907, 1909 (als Spielertrainer), 1910, 1911, 1912 (als Trainer)

Mexikanischer Pokalsieger: 1909 (als Spielertrainer), 1910 (als Trainer)